# Johann Pratschke
Johann Pratschke (* 4. August 1965 in Zagreb) ist ein deutscher Chirurg. Seit 2014 ist er Direktor der Chirurgischen Klinik, Campus Charité Mitte und Campus Virchow-Klinikum der Charité.

## Leben und Wirken
Johann Pratschke studierte von 1987 bis 1994 Humanmedizin an der Ludwig-Maximilians-Universität München. Dort promovierte er 1997 am Institut für Chirurgische Forschung zum Thema Organtransplantation. In den Jahren 1997 bis 1999 forschte und arbeitete Johann Pratschke bei einem zweijährigen Forschungsaufenthalt am Brigham and Women’s Hospital der Harvard Medical School in Boston, Massachusetts, USA, im Gebiet der Transplantationschirurgie.
1999 wechselte er als Chirurg an die Abteilung für Allgemein-, Viszeral- und Transplantationschirurgie der Charité Berlin, wo er 2003 zum Oberarzt ernannt wurde. Am 26. Juni 2003 wurde Johann Pratschke an der Charité Berlin habilitiert. Bis 2009 blieb er an der Charité Berlin, zunächst als Oberarzt, dann als stellvertretender Klinikdirektor an der Klinik für Allgemein, Visceral- und Transplantationschirurgie mit den chirurgischen Schwerpunkten Onkologische Chirurgie und Transplantationschirurgie.
2009 wurde Johann Pratschke als Direktor der Klinik für Visceral-, Transplantations- und Thoraxchirurgie auf den Lehrstuhl für Chirurgie an die Medizinische Universität Innsbruck berufen.
Am 1. Juni 2014 wechselte Johann Pratschke zurück an die Charité Berlin und übernahm die Leitung der Klinik für Allgemein-, Visceral- und Transplantationschirurgie am Campus Virchow und der Klinik für Allgemein-, Viszeral-, Thorax- und Gefäßchirurgie am Standort Mitte der Charité Berlin (seit 2016 Umbenennung der Klinik in Chirurgische Klinik der Charité, Campus Charité Mitte/Campus Virchow-Klinikum). Seine wichtigsten Forschungsschwerpunkte sind die Transplantationschirurgie, Minimalinvasive Chirurgie, Tumorchirurgie und Onkologische Chirurgie. Johann Pratschke und sein Team sind führend in der Durchführung komplexer laparoskopischer Operationen (Schlüssellochtechnik). Seit 2018 werden komplexe robotisch assistierte Tumoroperationen unter der Leitung von Johann Pratschke an der Charité durchgeführt. Er gilt im Bereich der minimalinvasiven Operation bei Leber und Bauchspeicheldrüse als einer der erfahrensten Experten.
In dem ARD-Politmagazin FAKT am 4. Juli 2017 hat er sich für höhere Mindestmengen bei komplizierten Krebsoperationen ausgesprochen, um die Qualität und Ergebnisse nach Krebsoperationen zu steigern.
Johann Pratschke setzt sich für eine bessere Finanzierung von Transplantationsbeauftragten in Krankenhäusern ein und plädiert für eine Infrastruktur in Krankenhäusern, mit der Ärzte und Pfleger potenzielle Spender besser identifizieren können. Als Gründungsmitglied der gemeinnützigen Initiative „Leben Spenden – Bündnis für Organspenden“ tritt er weiterhin für die Widerspruchsregelung in der Organspende ein.
Von 2013 bis 2016 war er Vorsitzender der Europäischen Pankreastransplantationsgesellschaft und Vorstandsmitglied der Europäischen Transplantationsgesellschaft, von 2016 bis 2019 Vorstandsmitglied der Europäischen Transplantationsgesellschaft, von 2016 bis 2023 Mitglied des „Council of Medicine and Science“ Eurotransplant, 2015 bis 2023 Bundesfachbeirat Deutsche Stiftung Organtransplantation, und von 2018 bis 2024 Mitglied der IQTIG Bundesfachkommission Lebertransplantation und Leberlebendspende (QS TX)
Aktuell bekleidet Johann Pratschke folgende ehrenamtliche Positionen:
- stellvertretender Vorsitzender der Ständigen Kommission Organtransplantation der Bundesärztekammer[12]
- Schatzmeister der Deutschen Gesellschaft für Chirurgie
- Vorstandsmitglied der Berliner Chirurgischen Gesellschaft (im Jahr 2023 1. Vorsitzender)

## Publikationen
Bei Pubmed sind bislang mehr als 800 Publikationen von Johann Pratschke als Autor bzw. Koautor erschienen, darunter:
- S. Moosburner, M. S. Patel, B. K. Wang, J. Prasadh, R. Öllinger, G. Lurje, I. M. Sauer, P. A. Vagefi, J. Pratschke, N. Raschzok: Multinational Analysis of Marginal Liver Grafts Based on the Eurotransplant Extended Donor Criteria. In: Ann Surg. 13. Aug 2024 doi:10.1097/SLA.0000000000006491. Online ahead of print.
- S. Knitter, M. M. Maurer, A. Winter, E. M. Dobrindt, P. Seika, P. V. Ritschl, J. Raakow, J. Pratschke, C. Denecke: Robotic-Assisted Ivor Lewis Esophagectomy Is Safe and Cost Equivalent Compared to Minimally Invasive Esophagectomy in a Tertiary Referral Center. In: Cancers (Basel). Band 16, Nr. 1, 25. Dec 2023, S. 112. doi:10.3390/cancers16010112. PMID 38201540, September 2017, doi:10.4103/jmas.JMAS_137_17, PMID 28928324.
- S. Moosburner, I. M. Sauer, B. Weiß, J. Pratschke, N. Raschzok: How many liver grafts could be recovered after implementation of donation after cardiac death in Germany? In: J Hepatol. Band 79, Nr. 3, Sep 2023, S. e118–e120. doi:10.1016/j.jhep.2023.03.001. Epub 2023 Mar 11. PMID 36913982.
- I. M. Sauer, M. Queisner, P. Tang, S. Moosburner, O. Hoepfner, R. Horner, R. Lohmann, J. Pratschke: Mixed Reality in Visceral Surgery: Development of a Suitable Workflow and Evaluation of Intraoperative Use-cases. In: Ann Surg. Band 266, Nr. 5, Nov 2017, S. 706–712. doi:10.1097/SLA.0000000000002448. PMID 28767561
- M. Biebl, A. Andreou, S. Chopra, C. Denecke, J. Pratschke: Upper Gastrointestinal Surgery: Robotic Surgery versus Laparoscopic Procedures for Esophageal Malignancy. In: Visceral medicine. Band 34, Nummer 1, Februar 2018, S. 10–15, doi:10.1159/000487011. PMID 29594164, PMC 5869581 (freier Volltext) (Review).
- D. Perez, N. Melling, M. Biebl, M. Reeh, J. K. Baukloh, J. Miro, A. Polonski, J. R. Izbicki, B. Knoll, J. Pratschke, F. Aigner: Robotic low anterior resection versus transanal total mesorectal excision in rectal cancer: A comparison of 115 cases. In: European journal of surgical oncology. Band 44, Nummer 2, Februar 2018, S. 237–242, doi:10.1016/j.ejso.2017.11.011. PMID 29249592.

## Auszeichnungen und Preise
- 2009 Genzyme Forschungspreis „Humane Transplantationsimmunologie“[14]
- 2008 Von Langenbeck Preis der Deutschen Gesellschaft für Chirurgie[15]
- 2000, 2001, 2002 Investigator Award, American Society of Transplantation
- 2000 Rudolf Pichlmayr Preis der Deutschen Transplantationsgesellschaft[16]
- 1998 Young Investigator Award, American Society of Transplant Surgeons